# Bobby Solo
Pour les articles homonymes, voir Satti et Solo.
Bobby Solo, de son vrai nom Roberto Satti, né le 18 mars 1945 à Rome, est un chanteur et compositeur italien.

## Biographie

### Famille
Roberto Satti est né à Rome dans une famille originaire de la région Frioul-Vénétie Julienne. Sa mère est née à Monfalcone et son père, pilote de l'armée de l'air, à Trieste. Dès l'adolescence il s'intéresse à la musique, en particulier au rock'n'roll, devenant fan d'Elvis Presley, un artiste dont le style et la façon de chanter l'ont inspiré.
Il apprend à jouer de la guitare et compose ses premières chansons. Au début des années 1960, son père, qui travaillait pour Alitalia, est transféré de Fiumicino à Linate et la famille déménage de Rome à Milan.

### Carrière

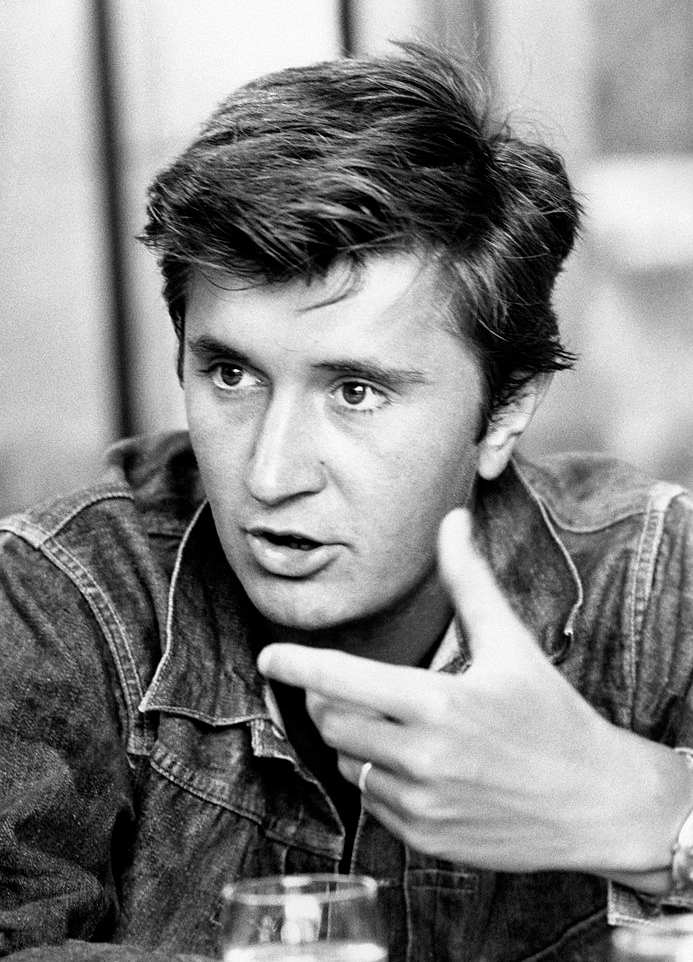
Bobby Solo en 1970.

Il est remarqué  par Vincenzo Micocci (it), qui lui propose un contrat pour Dischi Ricordi et fait ses débuts en 1963 avec un premier 45 tours, contenant Ora che sei già una donna et Valeria.
En 1964, il participe au Festival de Sanremo avec la chanson Una lacrima sul viso mais est disqualifié pour avoir chanté en playback. La chanson Una lacrima sul viso devient toutefois un succès mondial, recompensé par un disque d'or. L'année suivante, il gagne le festival avec la chanson Se piangi se ridi. Il participe avec cette même chanson au grand prix de l'Eurovision et se classe 5e.
En 1969, avec la chanson Zingara, une double interprétation avec  Iva Zanicchi, il remporte à nouveau le Festival de Sanremo. La version de Bobby Solo culmine à la 1re place pendant deux semaines sur le hit-parade italien.
Parmi ses autres succès figurent San Francisco (1967), version italienne de la chanson de Scott McKenzie, Non c'è più niente da fare (1966), Siesta (1967), Domenica d'agosto (1969) et Una granita di limone (1968).
De 1972 à 1976, il arrête de chanter et installe un studio d'enregistrement sur la Via Aurelia à Rome. Le nom de ce studio  est Chantalain (dérivé du nom de ses deux enfants Chantal et Alain). Parmi les chanteurs ayant utilisé ce studio figure Patty Pravo qui y a enregistré son album en 1976 pour la Ricordi. Pendant cette période il lance un nouveau label discographique sous le nom de Love, distribuée par la CGD pour laquelle il enregistre et produit aussi des 45 tours.
Bobby Solo a aussi interprété diverses bandes originales de films, dont A suitcase of memories, musique composée par Luis Bacalov, bande originale du film Le Jeune Marié (1983), de Bernard Stora.
En 1985, il participe au projet musical Ro.Bo.T. (it) avec Rosanna Fratello et Little Tony.
Il est l'une des têtes d'affiche, de la tournée Âge tendre et Têtes de bois saison 4 (2009/2010), saison 6 (2011/2012), et pour la tournée supplémentaire en 2014.

## Vie privée
En décembre 1967, il épouse à Paris, la ballerine française Sophie Teckel avec laquelle il a trois enfants : Alain, Chantal et Muriel. Ils divorcent en 1991,. Au cours de la tournée de Ro.Bo.T. en 1985, d'une relation avec la choriste Mimma Foti naît une fille, Veronica.
En 1995, il se remarie avec Tracy Quade, une hôtesse de l'air coréenne,, un fils prénommé Ryan naît en novembre 2012.

## Participations au Festival de Sanremo
1. 1964 Una lacrima sul viso - couplé à Frankie Laine
2. 1965 Se piangi, se ridi - couplé à The New Christy Minstrels
3. 1966 Questa volta - couplé à The Yardbirds
4. 1967 Canta ragazzina - couplé à Connie Francis
5. 1969 Zingara - couplé à Iva Zanicchi
6. 1970 Romantico blues - couplé à Gigliola Cinquetti
7. 1972 Rimpianto
8. 1980 Gelosia
9. 1981 Non posso perderti
10. 1982 Tu stai
11. 1984 Ancora ti vorrei
12. 2003 Non si cresce mai en duo avec Little Tony.

## Discographie

### 33 tours
- 1964: Bobby Solo (Dischi Ricordi, MRL 6040)
- 1965: Il secondo LP di Bobby Solo (Dischi Ricordi, MRL 6045)
- 1966: La vie en rose (Dischi Ricordi, MRL 6051)
- 1966: Le canzoni del west (Dischi Ricordi, MRL 6054)
- 1967: Tutti i successi di Bobby Solo (Dischi Ricordi, MRP 9027)
- 1967: San Francisco (Dischi Ricordi, MRP 9037)
- 1968: SuperBobby (Dischi Ricordi, SMRL 6059)
- 1969: Bobby folk (Dischi Ricordi, SMRL 6065)
- 1972: I successi di Bobby Solo (Family, SFR-RI 621)
- 1975: Love (CGD, 69132)
- 1978: Bobby Solo 68 - 78 (Love, 001)
- 1979: Una lacrima sul viso (EMI Italiana, 3C064-18361)
- 1979: Duty free rock'n'roll (EMI Italiana, 3C064-18390)
- 1981: Solo...Elvis (EMI Italiana, 3C064-18565)
- 1982: Bobby Solo (EMI Italiana, 3C064-18582)
- 1983: Special '83 (EMI Italiana, 64-1186011)
- 1986: Solo...Elvis (Five Record, FM 13565)

### EP
- 1964: Una lacrima sul viso/Ora che sei già una donna/Blu è blu/Valeria (Dischi Ricordi ERL 211)

### 45 tours
- 1963: Ora che sei già una donna/Valeria (Dischi Ricordi, SRL 10330)
- 1963: Blu é blu/Marrone (Dischi Ricordi, SRL 10336)
- 1964: Una lacrima sul viso/Non ne posso più (Dischi Ricordi, SRL 10338)
- 1964: Credi a me/Le cose che non ho (Dischi Ricordi, SRL 10350)
- 1964: Cristina/In vita mia (Dischi Ricordi, SRL 10358)
- Janvier 1965: Se piangi, se ridi/Sarò un illuso (Dischi Ricordi, SRL 10366)
- 1965: Quello sbagliato/Lascio fare a te (Dischi Ricordi, SRL 10383)
- 1965: La casa del Signore/Ringo dove vai? (Dischi Ricordi, SRL 10400)
- 1966: Questa volta/In un mattino senza sole (Dischi Ricordi, SRL 10413)
- 1966: Per far piangere un uomo/Luna del lunedì (Dischi Ricordi, SRL 10433)
- 1966: Nevada Smith/Lady Chaplin (Dischi Ricordi, SRL 10435)
- Décembre 1966: Non c'è più niente da fare/Serenella (Dischi Ricordi, SRL 10440)
- 1967: Canta ragazzina/Verde (Dischi Ricordi, SRL 10450)
- 1967: Peek a boo/Rosa Rosa (Dischi Ricordi, SRL 10466)
- 1967: San Francisco/Peek a boo (Dischi Ricordi, SRL 10467)
- 1968: Siesta/A presto, ciao... ti amo (Dischi Ricordi, SRL 10487)
- 1968: Una granita di limone/Vaya con Dios (Dischi Ricordi, SRL 10503)
- Février 1969: Amore mi manchi/La stessa serenata (Dischi Ricordi, SRL 10524)
- Février 1969: Zingara/Piccola ragazza triste (Dischi Ricordi, SRL 10527)
- 1969: Domenica d'agosto/Una donna che passò (Dischi Ricordi, SRL 10545)
- 1970: Argento e blu/Jean (Dischi Ricordi, SRL 10575)
- 1970: Romantico blues/Cosa farei se andasse via (Dischi Ricordi, SRL 10580)
- 1970: Occhi di fuoco/Scale di velluto (Dischi Ricordi, SRL 10592)
- 1970: Addio Angelina/La fiera del perdono (Dischi Ricordi, SRL 10604)
- 1970: Ieri sì/Ed ora occa a me (Dischi Ricordi, SRL 10611)
- 1971: Un anno intero senza te/Rosa rosa (Dischi Ricordi, SRL 10639)
- 1971: The village/Since you walked out from me (Dischi Ricordi, SRL 10658)
- 1972: Rimpianto/Strega d'aprile (Dischi Ricordi, SRL 10665)
- 1975: Prendimi / Bambino mio (Dischi CGD, 3485)
- 1976: Dolce/Lei non (Love, LV2003)
- 1980: Tu/Se dice che (Love, MDF026)
- 1980 : Gelosia/Mia cara

```
*1981 : 
Non posso perderti/Attenti al cuore attenti a lei
```

- 1982 : Tu stai/Prendi me
- 1983: Straniero/Più di cosi, (EMI, 1186207)
- 1983 : Viva Cagiva/... (EMI Group|EMI,
- 1984: Ancora ti vorrei/Chi l'avrebbe detto mai, (EMI, 1186557)
- 1988: Come I Giorni Di Settembre/Dal silenzio sulla vita (Five records)[13].

## Discographie étrangère

### 45 tours - France
- 1964: Una lacrima sul viso/Non ne posso più, (disques Festival),
- 1965: Se piangi se ridi/Saro un illuso (disques festival
- 1969: Zingara/Piccola ragazza triste, (disques Festival, SPX40)
- 1978: Una lacrima sul viso (disco)/Family Life, (disque Ibach, 60058)
- 1979: Arrivederci Roma (disco)/Love is burning (disques Ibach, 60089)
- 1980: Gelosia/Mia cara (disques Ibach, 60098)
- 1983: A suitcase full of memories / Le jeune Marié (Général music France, 801045)
- 1988: Come i giorni di settembre/Dal silenzio sulla vita (disques Carrère, Ibach, 14496)
- 1990: Una lacrima sul viso (Dance version)/My dream it's you, (disques Vogue, 102384)

### 33 tours - France
- 1964: Bobby Solo (Festival FLD 339)

## CD
- 6 novembre 1995: I Successi
- 1996: XVe round.
- 16 février 2000: Du hast ja traenen in den (Allemagne)
- 1er janvier 2003: Una Lacrima Sul Viso'
- 30 août 2004: Greatest hits
- 2005: That's amore (label Azzurra)
- 22 mars 2005: Lets Swing
- 15 novembre 2005: Homemade Johnny Cash
- 15 août 2006: Canzoni romane
- 24 avril 2006: Bobby Solo
- 25 avril 2006: The Songs Of John Lee Hooker
- 29 septembre 2006: Christmas With Bobby Solo
- 2006 : La Canzone Del Pelotto (Warner Chappell Music Italiana s.r.l.)
- 2006 : La Canzone Dei Fans Del Pelotto(Warner Chappell Music Italiana s.r.l.)
- 2006 : Canzoni Romane (Azzurra Music)
- 2006 : Christmas With Bobby Solo (Azzurra Music)
- 2009 : Easy Jazz Neapolitan Song Sifare Edizioni Musicali
- 2009 : On The Road (Ariel, CD 008)
- 2011 : Bobby Christmas (Sifare Edizioni Musicali)
- 2014 :  Muchacha (Montefeltro Edizioni Musicali)
- 17 mars 2015 : Meravigliosa Vita[14]
- 8 septembre 2017 : Nuove canzoni italiane (Plaza Mayor Company).

## Filmographie
- 1964 : Una lacrima sul viso, de Ettore Maria Fizzarotti (1964)
- 1965 :  Viale della canzone, de Tullio Piacentini
- 1967 :  La più bella coppia del mondo, de Camillo Mastrocinque
- 1968 :  Donne... botte e bersaglieri, de Ruggero Deodato
- 1969 :  Zingara, de Mariano Laurenti
- 1983 :  « FF.SS. » - « Cioè: ...che mi hai portato a fare sopra a Posillipo se non mi vuoi più bene? » de Renzo Arbore